# Platanthera ophrydioides
Platanthera ophrydioides är en orkidéart som beskrevs av Friedrich Schmidt. Platanthera ophrydioides ingår i släktet nattvioler, och familjen orkidéer. Inga underarter finns listade i Catalogue of Life.